# Sébastien Chossat
Sébastien Chossat, né le 8 août 1753 à La Rochette (Creuse), mort le 8 novembre 1811 sur l’île de Gorée (Pays-Bas), est un militaire français de la Révolution et de l’Empire.

## États de service
Il entre en service le 8 avril 1777, comme soldat dans le régiment d'Auxerrois, dont le 1er bataillon fait partie de la 24e demi-brigade, qui deviendra 67e régiment d’infanterie de ligne. Il sert de 1777 à 1783, aux îles du Vent, sous les ordres du marquis de Bouillé, et il devient caporal le 22 décembre 1780, puis sergent le 1er novembre 1781.
Le 12 avril 1782, il se trouve au combat que livre le vaisseau « le Glorieux » sous la Dominique. Alors que le navire perd ses mâts, et que le pavillon est tombé à la mer, il remplace celui-ci par un linge blanc qu’il tient au bout de son sabre pendant toute la durée de l’action, malgré le feu violent de 2 vaisseaux anglais à trois ponts qui passent à portée de pistolet du « Glorieux ». Il est blessé d’un éclat de bois à la jambe gauche, et fait prisonnier à l’issue du combat.
Échangé le 4 août 1782, le gouvernement lui accorde un brevet de sous-lieutenant et une pension annuelle, pour la première place qui deviendrait vacante. En attendant, il continue de servir comme sous-officier, et il est nommé sergent-major le 23 décembre 1790, et il obtient l’épaulette de sous-lieutenant le 15 septembre 1791. Il passe lieutenant et capitaine adjudant-major le 1er mai 1792. Il fait les campagnes de 1792 à l’an III, à l’armée du Nord, et s’y distingue par son intrépidité. Le 20 octobre 1793, à l’affaire de Tourcoing, avec 2 compagnies de grenadiers, il enlève plusieurs redoutes à l’ennemi et un obusier. Sa conduite lors de cette journée lui vaut le grade de chef de bataillon qui lui est conféré sur le champ de bataille même. Le 21 avril 1794, dans une autre affaire qui a lieu au même endroit, il a la cuisse droite traversée par une balle.
De l’an IV à l’an IX, il sert aux armées de Sambre-et-Meuse, de Mayence, du Danube, du Rhin et d’Italie. Le 9 janvier 1795, au passage du Waal à Nimègue, avec un seul bataillon de grenadiers, il culbute l’ennemi, s’empare de 2 pièces de canon, de 2 caissons, 16 chevaux et fait environ 200 prisonniers parmi lesquels se trouve le baron Volmar, colonel de l’artillerie hanovrienne. Il est blessé d’un coup de biscaïen à la cuisse droite, lors de cet assaut.
Il est fait prisonnier le 3 septembre 1796 à la bataille de Wurtzbourg, et il est libéré le 21 octobre suivant. La valeur et les talents militaires qu’il déploie le 25 mars 1799, à la bataille de Lieptingen, le font nommer chef de brigade sur le champ de bataille par le général Jourdan. Il est confirmé dans son grade le 11 juin suivant, au 67e régiment d’infanterie.
Le 1er octobre 1799, à l’affaire de Schwitz, chargé de se porter avec deux bataillons sur un pont situé entre Brunnen et Schwitz, et que la 4e division avait été obligée d’abandonner aux Russes, ainsi que toutes les positions qu’elle occupait, il marche à l’ennemi, s’empare du pont, force les Russes à battre en retraite, et reprend les positions abandonnés par la 4e division, ainsi que 2 pièces de canon et 2 caissons qui avaient été laissés au pouvoir de l’ennemi au moment de l’évacuation des positions. Le 3 mai 1800, à la bataille d'Engen, il est atteint d’un coup de feu qui lui traverse le flanc gauche.
Après la paix de l’an X, il tient garnison à Brescia en Italie, puis à Toulon. Il est fait chevalier de la Légion d’honneur le 11 décembre 1803, et officier de l’ordre le 14 juin 1804. En l’an XIII, il est embarqué sur la flottille de Toulon, et il sert au camp volant d’Alexandrie en 1806. En 1807, il fait partie du corps d’observation de la Grande Armée, et en 1808, il passe au 4e corps de cette armée. Obligé par le mauvais état de sa santé d’abandonner le service actif, il est admis à la retraite le 19 octobre 1808. Il se retire à Metz, où il commande la Garde nationale jusqu’en 1811.
Le 17 septembre 1811, il est remis en activité comme commandant provisoire de l’île de Gorée, et il meurt à son poste le 8 novembre suivant.

## Sources
- A. Lievyns, Jean Maurice Verdot et Pierre Bégat, Fastes de la Légion-d'honneur, biographie de tous les décorés accompagnée de l'histoire législative et réglementaire de l'ordre, t. 3, Bureau de l’administration, 1844, 529 p. (lire en ligne), p. 79.
- « Cote LH/534/15 », base Léonore, ministère français de la Culture
- Léon Hennet, Etat militaire de France pour l’année 1793, Paris, Siège de la société, 1903, p. 61.
- Carnet de la sabretache : revue d'histoire militaire rétrospective, vol. 1 à 10, Paris, Berger-Levrault et cie, 1906, p. 189.